# Иван Недев
Иван Петров Недев е политик от БКП.

## Биография
Завършва висше образование във ВИИ „Карл Маркс“ (сега УНСС) в София. От 1932 година е член на РМС, а през 1940 година излиза в нелегалност. През 1951 година е назначен за заместник-министър на леката промишленост, също и заместник-министър на външната търговия (1966 – 1971). От 1962 е търговски представител на България в СССР, а през 1971 година е назначен за министър на външната търговия. От 19 ноември 1966 до 25 април 1971 г. е кандидат-член на ЦК на БКП, а от 25 април 1971 до 4 април 1981 г. е член на ЦК на БКП. В периода 1977 – 1983 година е посланик на България в Полша.